# Melissa Soligo
Melissa Soligo, née le 7 février 1969 à Trail, est une curleuse canadienne, licenciée au club Juan de Fuca Curling Club de Victoria.

## Biographie
En 1991, Melissa Soligo fait partie, avec Julie Sutton, Jodie Sutton et Karri Wilms, de l'équipe de la Colombie-Britannique qui remporte le Tournoi des Cœurs Scotties. Cette victoire permet aux 4 curleuses de représenter le Canada aux championnats du monde 1991, compétition se déroulant dans leur pays, à Winnipeg, où elles s'inclinent en finale face à l'équipe de Norvège. Ce même quatuor est qualifié pour les Jeux olympiques d'hiver de 1992 d'Albertville où le curling est présenté en démonstration ; l'équipe canadienne décroche la médaille de bronze, derrière, respectivement, les équipes d'Allemagne et de Norvège.

## Palmarès

### Jeux olympiques d'hiver
| Épreuve / Édition | Albertville 1992 (démonstration) |
| Curling           | Bronze                           |

### Championnats du monde
| Épreuve / Édition | Winnipeg 1991 |
| Curling           | Argent        |